# Ghatothkach
Ghatothkach (lançado no Brasil como Mestre da Magia) é um filme de animação indiano de 2008, com direção de Singeetam Srinivasa Rao e produção dos estúdios Shemaroo Entertainment e Sun Animatics. Ele é baseado na cultura hinduísta conta a história de Ghatotkacha, um personagem dos contos clássicos indianos do Mahabharata. Ele usa combinações de animações 2D com 3D em diversas cenas, além de ser um filme musical.
No Brasil foi transmitido diversas vezes pela TV Cultura na sua sessão de filmes "Matinê Cultura", que também exibiu as animações indianas Super K e Super 7 (Pangaa Gang).

## Enredo
Ghatothkach (chamado de Mestre da Magia na versão brasileira) é um jovem com poderes extraordinários. Aos cinco anos ele salva Gajju, um filhote de elefante, o que dá início a uma amizade que dura a vida inteira.
O filme é sobre sua jornada mágica e os desafios que enfrentam como uma dupla invencível até sua fase adulta.